# Port Elizabeth City Football Club
Il Port Elizabeth City Football Club, meglio noto come Port Elizabeth City o con l'abbreviazione PE City, è stata una società calcistica sudafricana, con sede a Port Elizabeth (Provincia del Capo).

## Storia
Il Port Elizabeth City ottenne nel 1963 la promozione nella massima divisione della NFL al termine della fase finale dopo aver vinto il girone del Capo Orientale ed i playoff interzona.
Nel 1967, dopo il secondo posto ottenuto la stagione precedente, la squadra di Port Elizabeth si aggiudica il campionato, sopravanzando di un punto l'Highlands Park.
Dopo una serie di campionati lontano dalle alte zone di classifica il City retrocedette in cadetteria al termine della NFL 1973.

## Palmarès
- National Football League Division II: 1

1963
- National Football League: 1

1967